# Megachile angusta
Megachile angusta là một loài Hymenoptera trong họ Megachilidae. Loài này được Mitchell mô tả khoa học năm 1930.